# 文化遺産
文化遺産（ぶんかいさん、英語: cultural heritage）は、人類の文化的活動によって生み出された有形・無形の所産である。文化財（ぶんかざい、英語: cultural property）ともいう。
文化的所産の中でも特に、価値が高く、後世に残すべきと考えられているものを指していうことも多い。

## 概要
文化遺産は、広義では人類の文化的活動によって生み出された建造物、遺跡、美術品、音楽、演劇などの有形（不動産・可動文化財）・無形の文化的所産のことをいう。各国政府および国際機関は、文化的所産の中でも学術上、歴史上、芸術上等の価値が高く、後世に残すために保存等の措置が取られるべきものを、特に「文化遺産」あるいは「文化財」と位置づけ、条約、法律、条例等による文化遺産保護制度の対象としている。保護の対象となる文化遺産は、それぞれの制度の制定目的に応じてそれぞれであるが、制度によっては純粋な文化的所産のみならず、天然記念物のような自然の産物が含まれることもある。保護の対象となる文化遺産に対しては指定・登録等の手続きが取られるが、未指定・未登録の文化遺産の中にも貴重なものは多数存在する。
歴史的には必ずしも尊重されておらず、破壊・略奪の対象となり散逸することが多い。また宗教的信念による破壊も歴史的には多く行われる。
たとえばミロのヴィーナスであっても、キリスト教やイスラム教を強く信じる中世の人が発掘したのなら異教の呪われたもので破壊の対象、またそれらを売れば金になるという希望（貨幣経済・交易・文化的な富裕層）がない時代の教養のない民ならば焼いてセメントにするだけである。自己と無関係の文化圏の文化財も含めて尊重するのは近代文明特有の時代精神である。
近年、自然災害によっても失われる文化遺産が多い。補修すれば将来に受け継ぐことができる文化遺産であっても、未指定の物は特に、災害後に撤去されて失われてしまうことがある。自然災害の多発に加え、急激な都市化により文化遺産が市街地の中に埋もれてしまったことに要因がある。2011年東北地方太平洋沖地震においても、被災地に数多くの文化遺産があった。災害からの復興にあたり、文化遺産がはたす精神的な役割は大きい。

## 世界遺産における文化遺産
国際連合教育科学文化機関（ユネスコ）は、世界遺産条約に基づく世界遺産の制度を運営している。世界遺産への登録の種類としては「文化遺産」「自然遺産」「複合遺産」「危機にさらされている世界遺産」（危機遺産）があり、優れた価値をもつ建築物や遺跡が「文化遺産」に該当する。文化遺産は、登録を求める地域の政府機関が登録候補地を推薦し、国際記念物遺跡会議が現地調査を行い、世界遺産委員会での審査を経て世界遺産リストに登録される。ユネスコの事業として世界遺産の他に、無形文化財を指定して保護するための無形文化遺産もある。

## 日本の制度上の文化遺産
日本の文化財保護法では、有形文化財、無形文化財、民俗文化財、記念物、文化的景観、伝統的建造物群の6種類を「文化財」と定義しているが、これらの概念ではとらえられないものの中にも歴史的な価値を有する文化的所産が存在する。文化審議会では、歴史的な価値を有する文化的所産を、文化財を含む広い意味での「文化遺産」と位置づけている。広い意味での文化遺産の例としては、文化的景観、文化財の周辺環境、近代の科学・産業遺産、「文化財の類型の枠を超えて一定の関連性を持ちながら集まった総体」などがあげられている。これらのうち文化的景観に関しては、2004年（平成16年）の文化財保護法改正により、新たに同法上の「文化財」の一種として位置づけられた。

### 教育機関
以下の日本の大学は文化遺産に関連する教育研究を行っている。
- 京都橘大学 - 文学部文化財学科
- 金沢学院大学 - 美術文化学部文化財学科
- 大阪大谷大学 - 文学部文化財学科
- 鶴見大学 - 文学部文化財学科
- 奈良大学 - 文学部文化財学科
- 別府大学 - 文学部文化財学科
- 徳島文理大学 - 文学部文化財学科
- 吉備国際大学 - 文化財学部文化財修復国際協力学科
- 広島大学 - 文学部人文学科・地理学・考古学・文化財学コース
- 東北芸術工科大学 - 芸術学部美術史・文化財保存修復学科
- 花園大学 - 文学部文化遺産学科
- 人間環境大学 - 人間環境学部歴史・文化環境専攻環境デザインコース
- 京都造形芸術大学 - 芸術学部歴史遺産学科（文化遺産コース、文化財保存修復コース）
- 東京学芸大学 - F類環境教育課程文化財科学専攻
- 奈良教育大学 - 総合教育課程文化財・書道芸術コース（古文化財科学専修、文化財造形専修、書道芸術専修）
- サイバー大学 - 世界遺産学部世界遺産学科（通信制大学）

## 文化財指定・登録されていない文化遺産
数多の遺跡が貧しい地域に位置するだけか人目に触れない様になり廃墟化が進みつづあるうち、より一層隠され、見る価値さえ失ってしまいました。
それでも極少ない羣體に一瞬の記憶を引かれるという。